# S/S Gustav

S/S Gustav är en tysk tidigare bogserbåt med koleldning som har byggts om till passagerarfartyg.
Fartyget byggdes år 1908 som Auguste på skeppsvarvet
Gebr. Wiemann i Brandenburg an der Havel åt rederiet Schmell & Friedrich i Hamburg. Hon var 26,5 meter lång och 5,06 meter bred och försedd med en kompoundångmaskin med 250 hästkrafter.
Augusta övertogs av en privatperson år 1929 och döptes om till Gustav. Hon bogserade pråmsläp på floderna Havel, Elbe och Oder och år 1976 byggdes hon om och förlängdes mittskepps med ett nytt, större kolförråd som gav henne dubbelt så lång räckvidd. På grund av dålig lönsamhet såldes Gustav till ett skrotföretag år 1987, men räddades i sista stund. Hon togs på land för renovering och sjösattes åter i augusti 1996.
År 2000 övertogs hon av Weisse Flotte Potsdam GmbH i Potsdam som ersättare för ångfartyget Sachsenwald och togs till varv. Efter  renovering togs hon i drift som passagerarfartyg år 2001.